# Naomichi Matsumoto
Naomichi Matsumoto (in giapponese: 松本 直通, Matsumoto Naomichi; Prefettura di Saga, 3 agosto 1961) è un medico e genetista giapponese che ha individuato i geni responsabili di molte malattie genetiche umane, tra cui la sindrome di Sotos (gene scoperto nel 2002), la sindrome di Marfan di tipo II (2004), la sindrome di Ohtahara (2008), la sindrome di West (2010), microftalmia con anomalie degli arti (2011), l'atassia cerebellare autosomica recessiva (2011), ipomielinizzazione con atrofia cerebellare e ipoplasia del corpo calloso (2011), la porencefalia (2012) e la sindrome di Coffin-Siris (2012).

## Biografia
Matsumoto è nato nella prefettura di Saga nel 1961 e si è laureato in medicina nel 1986 all'Università di Kyūshū; dopo la specializzazione in ostetricia e ginecologia all'ospedale universitario di Kyūshū, ha lavorato come ginecologo per diversi anni. Con l'intento di proseguire i propri studi nell'ambito della genetica clinica, iniziò a frequentare l'Università di Nagasaki; il suo relatore di tesi fu Norio Niikawa, il medico che nel 1981 aveva per primo descritto la sindrome Kabuki. Matsumoto conseguì il dottorato in genetica medica nel 1997 all'Università di Nagasaki, prima di diventare assegnista di ricerca all'Università di Chicago.
Nel 2003 è stato nominato docente di genetica e professore del dipartimento di genetica umana dell'Università della Città di Yokohama; nel 2014, Matsumoto è diventato caporedattore della rivista di genetica umana e genomica Journal of Human Genetics.